# Mordellistena imitatrix
Mordellistena imitatrix là một loài bọ cánh cứng trong họ Mordellidae. Loài này được Allen miêu tả khoa học năm 1995.